# Sông Iller
Sông Iller dài 147 km, là một con sông ở Bayern và Baden-Württemberg, Đức. Nó là một phụ lưu bên phải của Sông Donau, dài 146 kilômét (91 mi).
Nó được 3 con suối Breitach, Stillach và Trettach nhập lại gần Oberstdorf, vùng núi Anpơ Allgäu region of the Alps, gần biên giới Áo. Từ đó chạy về hướng bắc, đi ngang qua các thị xã Sonthofen, Immenstadt, và Kempten.

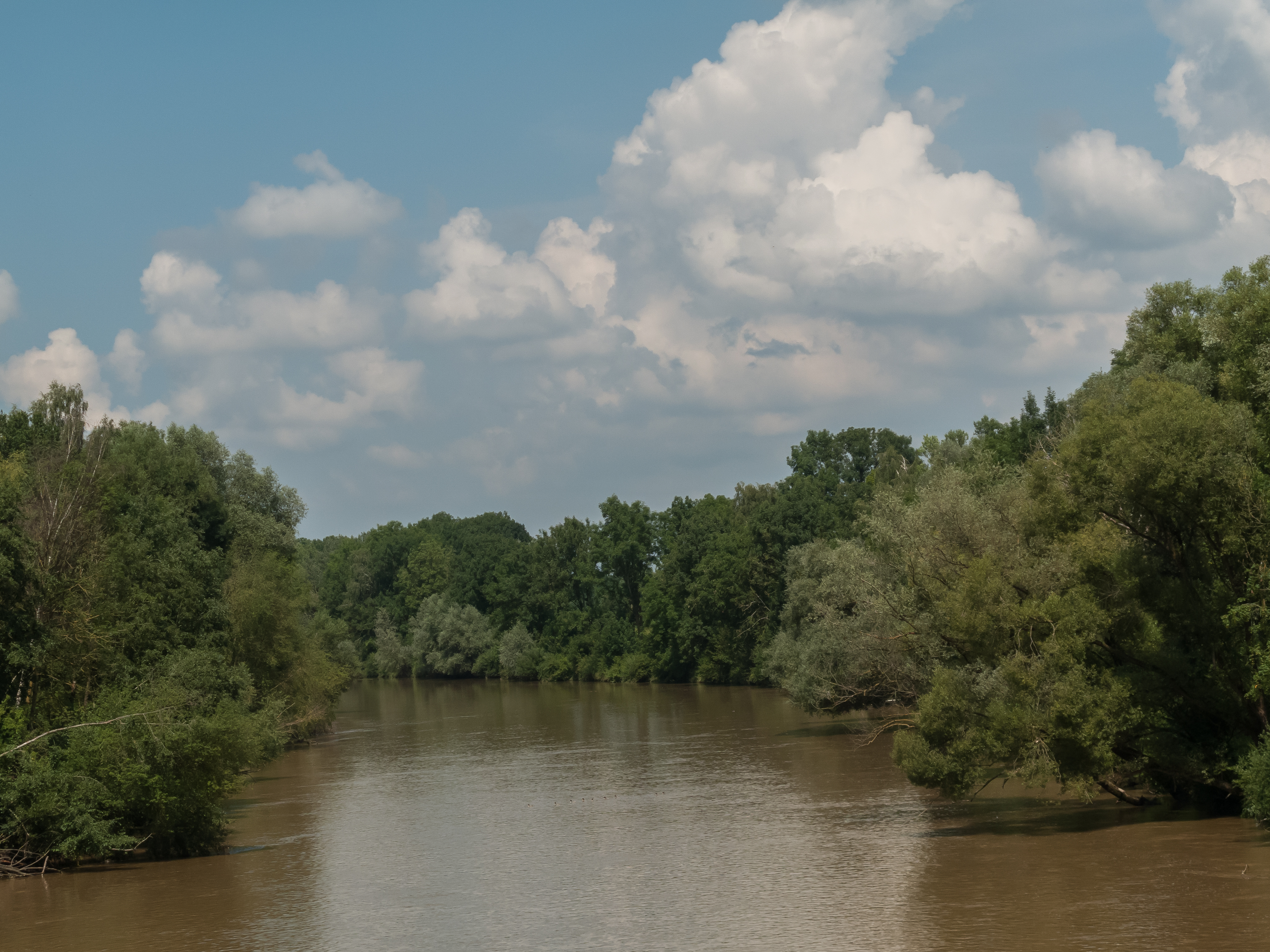
Sông Iller gần Steinheim, (Memmingen)

Giữa Lautrach gần Memmingen và Ulm nó là biên giới giữa 2 bang Đức Bayern và Baden-Württemberg dài khoảng 50 kilômét (31 mi). Sông này chảy vào sông Donau ở trung tâm thành phố Ulm.
Có một tuyến xe đạp chạy dọc theo sông Iller, mà cũng là địa điểm ưa chuông để rafting và trekking.